# Kamber Sejdini
Kamber Sejdini (ur. 1875 w Elbasanie, zm. w 15 czerwca 1914) – albański i osmański wojskowy.

## Życiorys
Uczył się w szkole w Manastirze, następnie kształcił się w akademii wojskowej w Konstantynopolu. Po jej ukończeniu pracował jako nauczyciel w szkole wojskowej w Manastirze, następnie został dowódcą kompanii w armii osmańskiej. Uczestniczył w wojnie grecko-tureckiej z 1897 roku. W 1908 roku wziął udział w kongresie manastirskim.
Po odzyskaniu niepodległości przez Albanię w 1912 roku przeszedł na stronę albańską, porzucając służbę w osmańskiej armii. Dołączył do Królewskiej Albańskiej Żandarmerii, dosługując się w niej stopnia kapitana. Zginął 15 czerwca 1914 roku podczas powstania chłopskiego w Albanii.

## Upamiętnienie
Był patronem jednej z głównych ulic przedwojennego Elbasanu.